# Xanthoparmelia nomosa
Xanthoparmelia nomosa är en lavart som beskrevs av Elix & Kantvilas. Xanthoparmelia nomosa ingår i släktet Xanthoparmelia och familjen Parmeliaceae.   Inga underarter finns listade i Catalogue of Life.